# Babsi Koitz

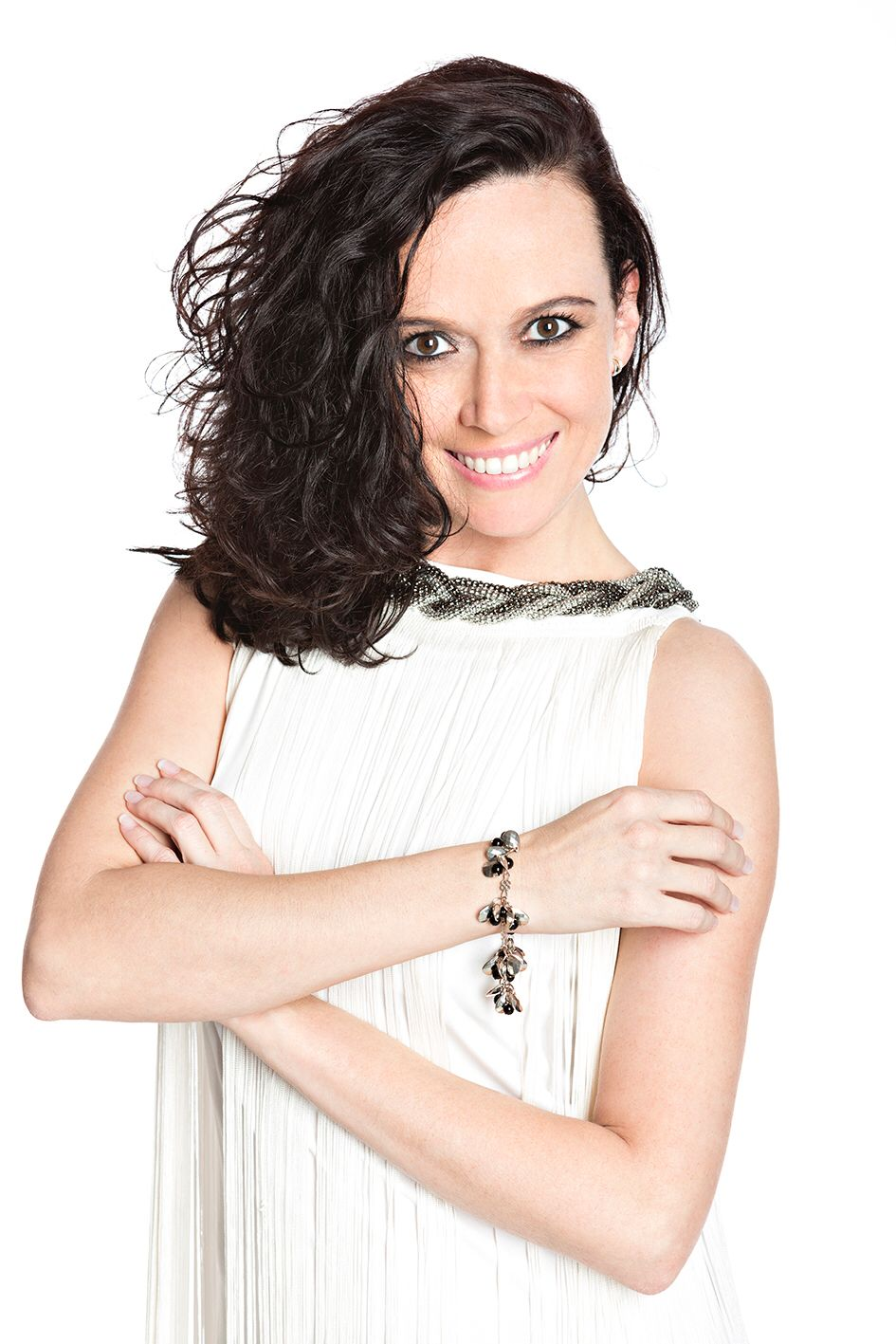
Babsi Koitz (2023)

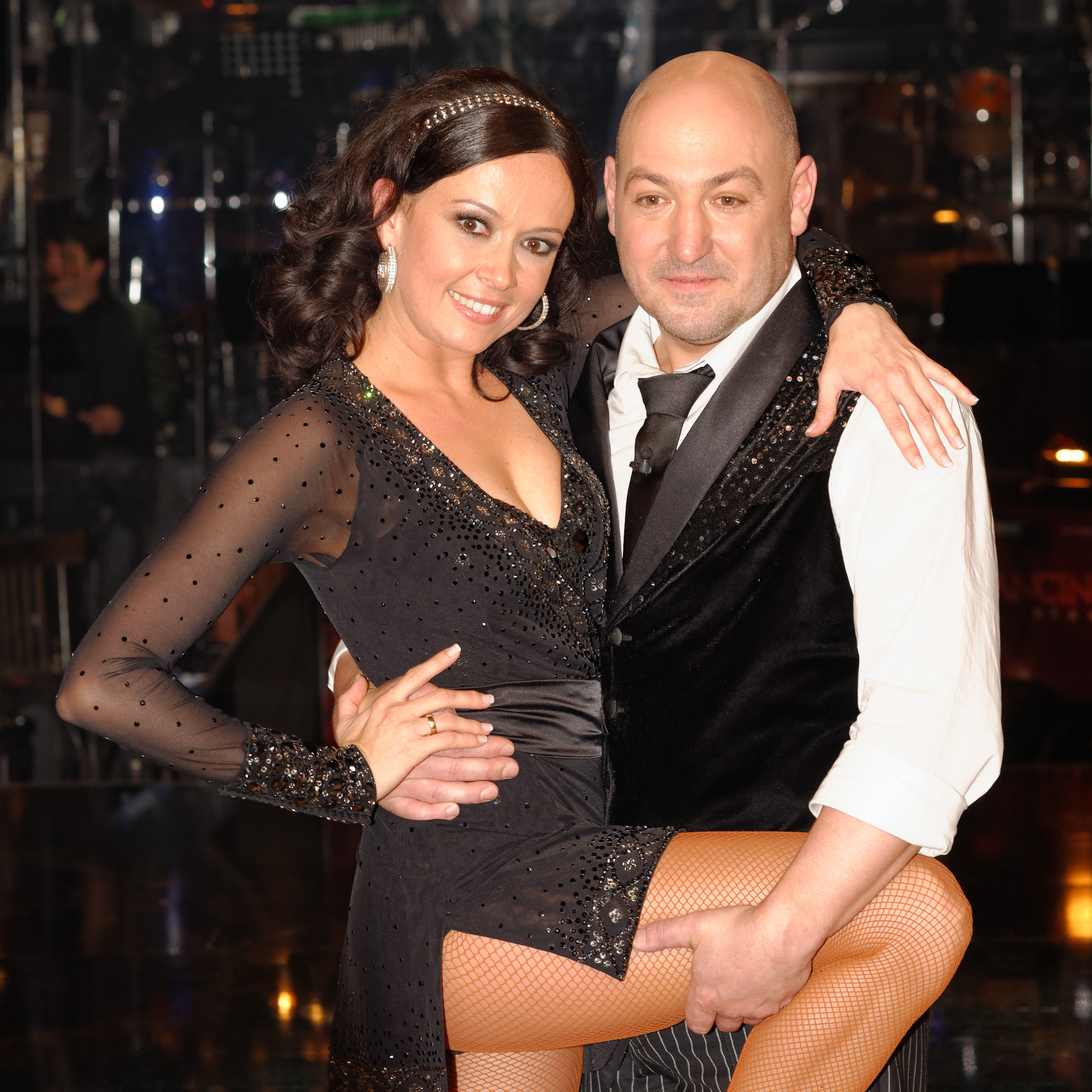
Babsi Koitz bei Dancing Stars (2013)

Barbara „Babsi“ Koitz (* 8. Mai 1980 in Voitsberg) ist eine österreichische Tänzerin und Betreiberin eines Tanzstudios in Villach.

## Karriere
Mit Willi Gabalier erreichte sie 2007 den sechsten Platz bei den österreichischen Meisterschaften im Lateintanz in der Startklasse S sowie den zweiten Platz bei der Meisterschaft über zehn Tänze. 2009 wechselten sie zu den Professionals und wurden österreichische Profimeister über 10 Tänze. 2009 absolvierte sie eine Ausbildung zur staatlich geprüften Tanzsporttrainerin und Wertungsrichterin. Zwischen 2009 und 2013 nahm sie als Profitänzerin an der Tanzshow Dancing Stars teil und erreichte 2012 mit ihrem späteren Lebenspartner, Marco Ventre, das Finale.

## Leben
Koitz wuchs im weststeirischen Krottendorf bei Ligist zusammen mit einem Bruder und zwei Schwestern auf und tanzt seit ihrer Kindheit. Nach erfolgreich absolvierter Hauptschule besuchte sie die Bundesbildungsanstalt für Kindergartenpädagogik und begann neben ihrer Tanzsportlaufbahn auch an der KF Uni Graz ein Studium der Pädagogik. Seit 2012 betreibt sie am Faaker See ihr „Tanzstudio Babsi Koitz“ und lebt mit ihrem Lebenspartner Marco Ventre am Faaker See in Kärnten. Im Dezember 2016 wurden die beiden Eltern eines Sohnes.